# Passavant
Passavant är en kommun i departementet Doubs i regionen Bourgogne-Franche-Comté i östra Frankrike. Kommunen ligger i kantonen Baume-les-Dames som tillhör arrondissementet Besançon. År 2022 hade Passavant 182 invånare.

## Befolkningsutveckling
Antalet invånare i kommunen Passavant
Referens:INSEE